# Filó Heracliotes
Filó Heracliotes (Philon, Φίλων) fou un escriptor grec. Porfiri l'esmenta com a autor de Περὶ θαυμασιω̂ν. És probablement el mateix Filó el primer llibre del qual és esmentat per Suides sota el títol de Περὶ παραδόξου ἱστορία. També se li ha atribuït l'obra De Septem Orbis Miraculis (les set meravelles del món), igualment atribuïda a Filó de Bizanci i que podria no ser de cap dels dos autors.